# Prefettura di Hyōgo
Hyōgo (兵庫県?, Hyōgo-ken) è una prefettura giapponese di 5 469 762 abitanti (il 1º giugno 2019), si trova nella regione di Kansai, sull'isola di Honshū. Il suo capoluogo è Kōbe.
Confina con le prefetture di Kagawa, Kyōto, Ōsaka, Okayama, Tottori e Tokushima.